# Walter Andrae
Ernst Walter Andrae (Lipsia, 1875 – Berlino, 1956) è stato un archeologo tedesco.

## Attività di archeologo
Andrae aveva inizialmente studiato architettura ma nel 1898 partecipò a uno scavo archeologico a Babilonia, sotto la guida di Robert Koldewey (1855-1925), che gli risvegliò nuovi e diversi interessi.
 
Dal 1903 al 1914, diresse lo scavo dell'antica capitale assira di Assur e, in quel periodo, condusse anche scavi ad Hatra e a Shuruppak.

Un altro significativo sito archeologico fu da lui esaminato: la città ittita di Sam'al.

## Cura e direzione di museo
Nel 1921 Andrae divenne curatore del Vorderasiatisches Museum Berlin (Museo del Vicino Oriente di Berlino), in cui operò come direttore dal 1928 al 1951. A partire dal 1923, tenne lezioni di "Storia dell'architettura" presso la Technische Universität Berlin.

## Lavori a stampa
Tra i suoi lavori maggiormente conosciuti figurano: Der wiedererstandene Assur e l'autobiografico Lebenserinnerungen eines Ausgräbers (Memorie di uno scavatore). 
Altre pubblicazioni sono:
- Der Anu-Adad-Tempel in Assur 1909
- Die Festungswerke von Assur 1913
- Die Stelenreihen in Assur 1913
- Die archaischen Ischtar-Tempel in Assur 1922
- Farbige Keramik aus Assur und ihre Vorstufen in altassyrischen Wandmalereien 1923
- Die Kunst des Alten Orients 1925
- Kultrelief an dem Brunnen des Assurtempels zu Assur 1931
- Die Partherstadt Assur (with Heinz Lenzen) 1933
- Die ionische Säule. Bauform oder Symbol? 1933
- Alte Festraßen im Nahen Osten 1941